# Delphine Dora
Delphine Dora, née le 15 février 1980, est une musicienne, vocaliste, improvisatrice, compositrice et artiste sonore française.

## Biographie
Delphine Dora suit des études universitaires en médiation culturelle avec un IUP Métiers Arts et Culture et un DEA inter-universitaire en art actuel. Elle mène ensuite des recherches doctorales pendant 5 ans autour des processus d’artification de l’art brut (thèse non soutenue).

## Carrière musicale
Delphine Dora est une pianiste et vocaliste autodidacte. Elle consacre son travail à la création musicale et à la composition. Elle développe un univers musical intimiste, pluriel et en perpétuelle évolution, qui mêle différents genres musicaux et langues,. Elle travaille notamment sur un langage musical hybride incluant le travail vocal et instrumental, le field recording, la prise en compte des espaces sonores ou encore le silence.
La pratique musicale de Delphine Dora s'articule principalement autour de performances live et d'enregistrements d'albums qui varie entre expérimentation sonore et démarche introspective.
Depuis 2005, l'artiste a enregistré plus d'une vingtaine de disques édités à la fois sur des labels français et étrangers.
Delphine Dora est fondatrice et directrice artistique du label « Wild Silence », qui représente notamment les artistes Lodz, Rainier Lericolais, Pefkin, Ensemble0, MonteIsola ou Mami Wata,,.

## Collaborations
Delphine Dora collabore sur disque ou lors de concerts avec différents musiciens français et étrangers dont Andrew Chalk, Claire Serres, Mocke, Laura Naukkarinen, Bruno Duplant, Wolf Eyes, Mathias Dufil, Sophie Cooper ou encore Éloïse Decazes. Elle travaille également à des projets transdisciplinaires (performances dessins-sons avec l'autrice-illustratrice (pour la jeunesse) et plasticienne Élis Wilk, performances lecture/musique avec l'écrivain Charles Robinson ou la poétesse Amy Cutler). Elle a aussi composé quelques musiques pour le long-métrage Œil Oignon (2021) du cinéaste Michel Zumpf et a fait un disque Un monde sans dehors/Un dehors sans monde (2022) avec l'essayiste Pacôme Thiellement.

## Discographie
Parmi une liste non exhaustive :
- 2012 : A Stream Of Consciousness, avec Bruno Duplant, Wild Silence
- 2014 :
  - You're Not Mad, You're Just Lonely, avec Half Asleep, We Are Unique Records
  - Inner Fields, avec Bruno Duplant, Wild Silence
- 2015 :
  - Près du Cœur Sauvage, Wild Silence
  - Distance Future, avec Sophie Cooper, Was Ist Das ?
- 2016 :
  - Folk Songs Cycle, avec Eloïse Decazes, Okraïna
  - Le fruit de mes songes, Bezirk
- 2017 : Le Corps Défendant, avec Mocke, Okraïna
- 2018 :
  - Eudaimon, Three:four records
  - Divine Ekstasys, avec Sophie Cooper, Feeding Tube Records
- 2019 : Dunkles Zu sagen, Fort Evil Fruit
- 2020 :
  - A La Becque, avec Le Fruit Vert, Le Laps
  - L'inattingible, Three:four records
  - L'esprit du lieu, le lieu de l'esprit, Titania Tapes
- 2022 :
  - The Dream of Change avec Jackie McDowell, Feeding Tube Records
  - Un monde sans dehors avec Pacôme Thiellement, Carton Records
  - A l'abri du monde, Early Music
  -  : Hymnes Apophatiques, Morc Records
  - In Illo tempore, Sloow Tapes